# Marinho (labdarúgó, 1957)
Marinho, született Mário José dos Reis Emiliano (Belo Horizonte, 1957. május 23. – Belo Horizonte, 2020. június 15.) válogatott brazil labdarúgó, csatár, olimpikon, edző.

## Pályafutása

### Klubcsapatban
Az Atlético Mineiro korosztályos csapatában kezdte a labdarúgást. 1976-ban mutatkozott be az első csapatban, ahol 1979-ig játszott. 1979 és 1982 között az América-SP, 1983 és 1987 között a Bangu, 1988–89-ben a Botafogo labdarúgója volt. 1989–90-ben ismét a Bangu, 1991-ben újra az América csapatában szerepelt. 1991-ben a Pavunense, 1991–92-ben az Entrerriense, 1993–94 a Bangu, 1994–95-ben az Americano játékosa volt. 1996-ban a Bangu csapatában fejezte be at aktív labdarúgást.

### A válogatottban
Részt vett az 1976-os montréali olimpián és négy alkalommal szerepelt a brazil olimpiai válogatottban. 1985–86-ban 15 alkalommal szerepelt a brazil válogatottban és egy gólt szerzett.

### Edzőként
2008–09-ben a Ceres U17-es csapatának a szakmai munkáját irányította, majd 2009-ben a Bangunál segédedzőként dolgozott. 2009–10-ben és 2012-ben a Juventus-RJ vezetőedzője volt. 2013-tól haláláig a Bangu segédedzőként tevékenykedett.